# Nightlosers
Nightlosers este o formație românească de muzică rhythm and blues și etno blues înființată în anul 1994 la Cluj-Napoca.

## Componență

### Membri
- Hanno Höfer (voce, chitară, muzicuță, washboard)
- Jimi El Lako (vioară, chitară, mandolină, banjo)
- Grunzo Geza (claviaturi)
- Lucian Pop (chitară bas, contrabas)
- Claudiu Purcărin (baterie)

### Invitați speciali
- Nucu Pandrea (frunză, efecte sonore)
- Pusztai (Renato) Aladár (țambal)
- Liviu Todea (clarinet)
- Kati Panek (voce)
- Sanda Lăcătuș (voce)
- Tanta Lăcătuș (voce)

### Foști membri
- Sandy Deac (claviaturi, chitară)
- Sorin „Gaga” Cîmpean (baterie)
- Lucian Cioargă (baterie)
- Ovidiu Condrea (baterie)
- Octavian „Barila” Andreescu (chitară bas)

## Discografie
- Sitting on Top of the World (1995)
- The Groove Distillery – Plum Brandy Blues (1997)
- Rhythm & Bulz (2004)
- Cinste lor (2013)

## Alte activități
În august 2006 trupa urma să concerteze pro bono (gratuit) la Festivalul FânFest, Roșia Montană în cadrul campaniei „Salvați Roșia Montană!” însă au fost implicați într-un accident rutier.